# Nina Janßen

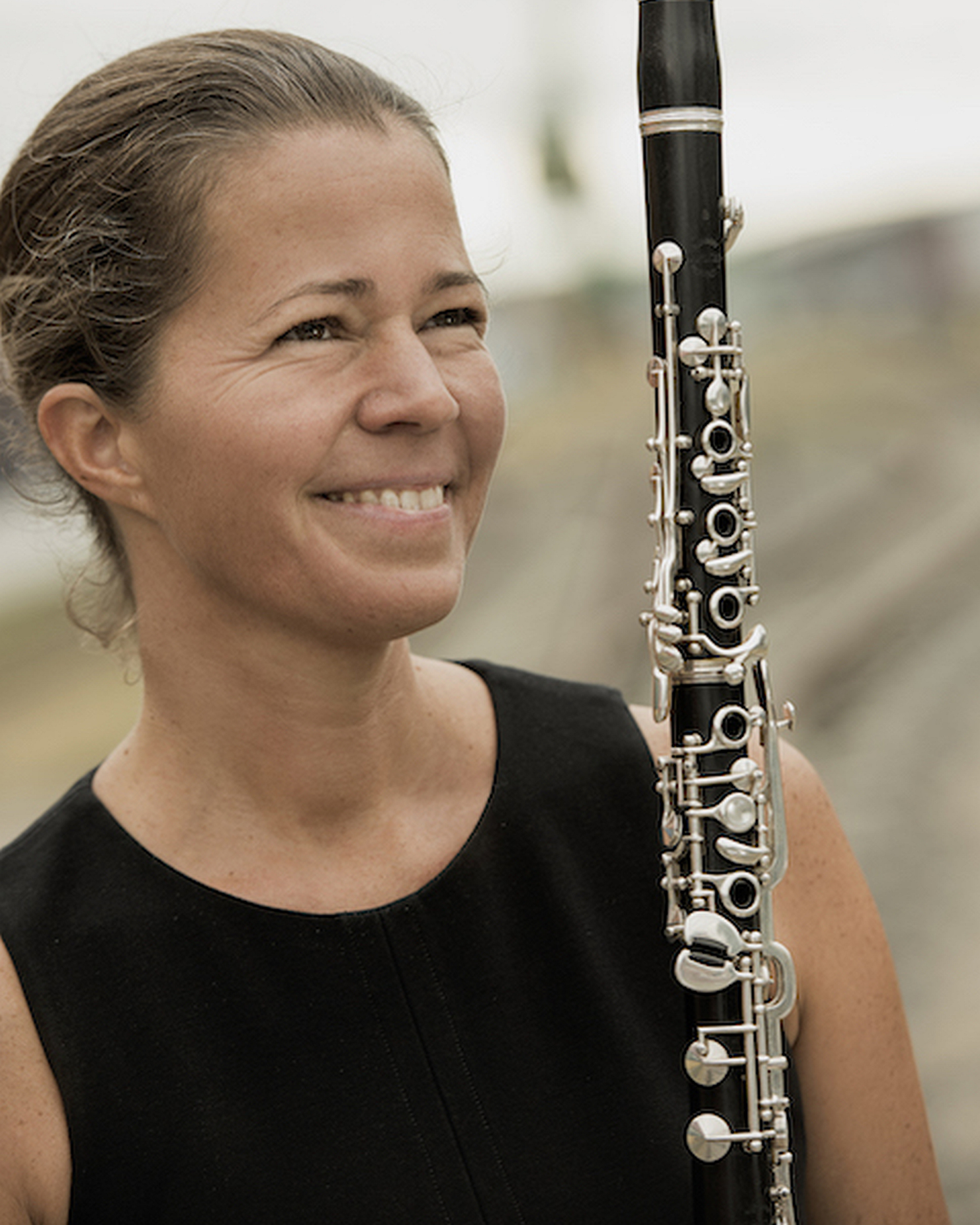
Nina Janßen (2020)

Nina Janßen-Deinzer (* 1972 in Köln) ist eine deutsche Klarinettistin und Hochschullehrerin.

## Leben und Wirken
Janßen-Deinzer studierte bei Hans Deinzer in Hannover und schloss ihr Studium mit dem Konzertexamen ab. Gefördert wurde sie von der Studienstiftung des Deutschen Volkes, der Marie-Luise-Imbusch-Stiftung, vom Richard-Wagner-Verband und vom Verein Schumannhaus Bonn. Sie spielt Klarinetten von Es- bis Kontrabassklarinette und Saxophon.
Janßen-Deinzer ist sowohl solistisch als auch kammermusikalisch international tätig. Von 2006 bis 2017 war sie Mitglied im Ensemble Modern und ist Gründungsmitglied des Delos-Quintetts. Als Solistin arbeitete sie mit verschiedenen renommierten Orchestern zusammen und trat bei Festivals auf wie zum Beispiel bei den Donaueschinger Musiktagen, den Salzburger Festspielen, den Berliner Festwochen, beim Ultraschall Festival Berlin, bei der Ruhrtriennale und bei den Schwetzinger Festspielen.
Ihr Repertoire umfasst klassisch-romantische und zeitgenössische Werke, zum Beispiel von Wolfgang Amadeus Mozart, Carl Maria von Weber, George Gershwin, John Cage, Karl Amadeus Hartmann, Jörg Widmann, Johannes Maria Staud, Conlon Nancarrow, Giacinto Scelsi sowie Pascal Dusapin.  Viele Werke sind von ihr uraufgeführt worden und ihr gewidmet, z. B. von Arnulf Herrmann, Mark Andre, Saed Haddad, Eun-Hwa Cho, Johannes Motschmann und Ying Wang. Das klassische Repertoire führt Janßen mit historischen Klarinetten auf, z. B. in Zusammenarbeit mit Sergio Azzolini, Sheila Arnold und Wilhelm Bruns.
Janßen-Deinzer spielte zahlreiche CDs ein und machte Rundfunk- und Fernsehaufnahmen.
Von 2006 bis 2017 unterrichtete sie im Rahmen der Internationalen Ensemble Modern Akademie (IEMA) an der Hochschule für Musik und Darstellende Kunst Frankfurt am Main. Sie unterrichtete, u. a. im Auftrag des Goethe-Instituts, als Gastdozentin an Musikhochschulen in Russland, Argentinien, Brasilien, Bolivien, Peking, Shanghai, Krakau und in Moskau. Seit 2015 ist sie Professorin für Holzbläserkammermusik an der Hochschule für Musik Nürnberg. Außerdem wirkte sie als Jurorin bei Klarinetten-Wettbewerben.

## Privates
Nina Janßen-Deinzer war mit dem Klarinettisten Hans Deinzer († 2020) verheiratet.

## Auszeichnungen
- 1984, 1985, 1986, 1990: Erste Preise beim Bundeswettbewerb Jugend musiziert
- 1993: 1. Preis beim Internationalen Kammermusikwettbewerb Osaka[1]/Japan mit dem Delos-Quintett
- 1994: Preisträgerin des Deutschen Musikwettbewerbs mit dem Delos-Quintett[3]